# Hypothekengewinnabgabe
Die Hypothekengewinnabgabe (kurz auch: HGA genannt) war eine öffentlich-rechtliche Abgabe, die historisch der Abschöpfung von Inflationsgewinnen diente und in der Bundesrepublik Deutschland aufgrund des Lastenausgleichsgesetzes erneut vom 14. August 1952 an erhoben wurde. Deren Zahlung ist am 31. Dezember 1979 abgeschlossen worden.
Um den Gewinn, den Hypothekenschuldner nach der Inflation 1923 durch die Entwertung ihrer Schulden gemacht hatten, fiskalisch abschöpfen zu können, wurde die Hypothekengewinnabgabe geschaffen. Nachdem diese Steuer zum 1. Januar 1943 durch Zahlung eines Ablösebetrages gegenstandslos wurde, lebte sie nach dem 2. September 1948 wieder auf:
Der Hypothekengewinnabgabe unterlagen nunmehr Schuldnergewinne aus der im Rahmen der Währungsreform von 1948 erfolgten Abwertung von Verbindlichkeiten, die durch Grundpfandrechte gesichert waren, sowie von Grundpfandrechten, die nicht der Sicherung von persönlichen Verbindlichkeiten dienten.

Ausgenommen waren Verbindlichkeiten, die der Kreditgewinnabgabe unterlagen, sowie Verbindlichkeiten von Geldinstituten, Versicherungsunternehmen, Bausparkassen und einiger anderer Schuldnergruppen. Andererseits unterlagen der Abgabe auch Verbindlichkeiten, die nicht durch Grundpfandrechte gesichert waren, wenn das schuldende Unternehmen nicht der Kreditgewinnabgabe unterlag, es sich aber um Dauerschulden im Sinne des Gewerbesteuerrechts handelte.
Die Abgabeschuld war vorbehaltlich einiger Kürzungsregelungen der Betrag, um den der Nennbetrag der Verbindlichkeit in Reichsmark den Umstellungsbetrag in DM überstieg. Die wichtigste Kürzungsmöglichkeit war die quotale Minderung um Kriegsschäden an dem belasteten Grundstück.
Der Umstellungsgewinn floss komplett in Form des Lastenausgleichs in die Staatskasse, da der Schuldner den vollen, ursprünglich in Reichsmark geliehenen, Betrag in DM zurückzahlte, der Gläubiger aber nur den Betrag gemäß dem Umstellungskurs von Reichsmark in DM erhielt.
Beispiel: Der Schuldner zahlte 1000 RM als 1000 DM zurück, von denen 100 DM an den Gläubiger und 900 DM die Staatskasse gingen.
Die Abgabeschuld war ratenweise einschließlich einer Verzinsung zu tilgen. Durch die lange Zeitdauer der Rückzahlung blieben die eigentlichen Vermögenswerte im Grunde unangetastet.